# Baresd (Branyicska község)
Baresd, román nyelven Bărăștii Iliei, falu Romániában, Hunyad megyében, Branyicska községben.

## Fekvése
Illyétől északkeletre fekvő zsák-település.

## Története

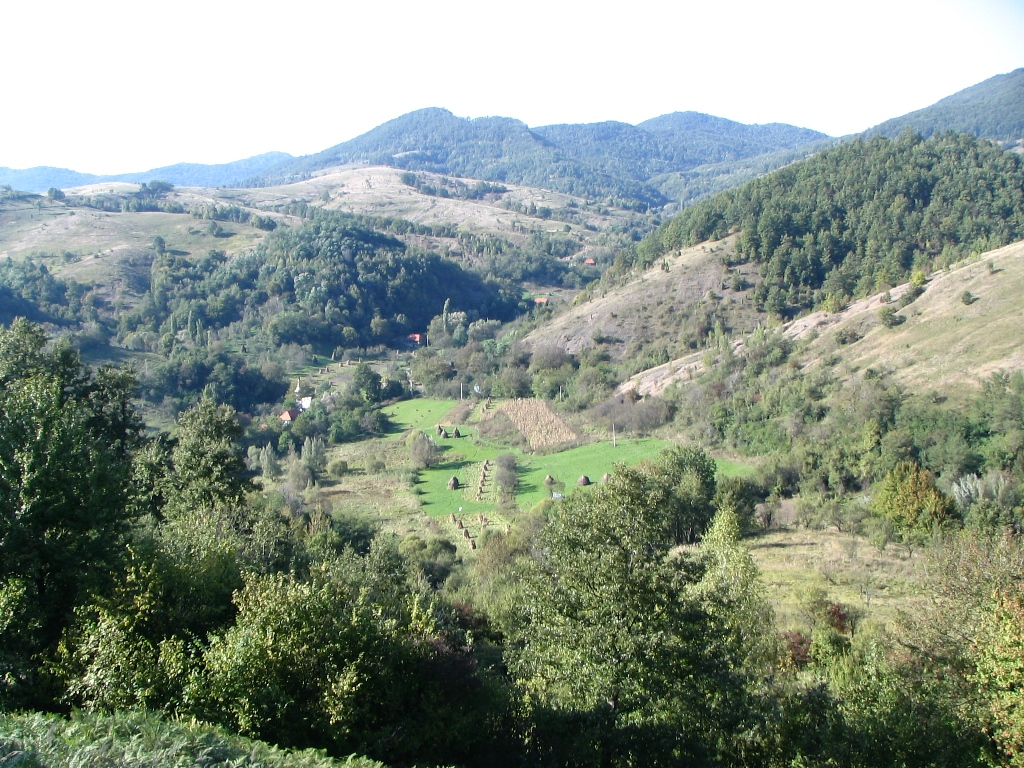
Baresd látképe

Baresd nevét 1482-ben említette először oklevél p. Baresth néven.
További névváltozatai: 1484-ben és 1485-ben p. Borresth, 1499-ben és 1519-ben p. Baresd, 1808-ban Baresd, 1861-ben Báres, 1888-ban és 1913-ban Baresd.
1519-ben Baresd a Barancskai család birtoka volt, majd zálog és vétel útján a Werbőczieké lett.
A trianoni békeszerződés előtt Hunyad vármegye Hátszegi járásához tartozott.
1910-ben 572 görögkeleti ortodox lakosa volt.

## Látnivalók
- 19. századi ortodox fatemploma helyi jelentőségű műemlék